# Mansuphantes arciger
Mansuphantes arciger is een spinnensoort in de taxonomische indeling van de hangmatspinnen (Linyphiidae).
Het dier behoort tot het geslacht Mansuphantes. De wetenschappelijke naam van de soort werd voor het eerst geldig gepubliceerd in 1882 door Wladislaus Kulczynski.